# 中华人民共和国第二轻工业部
中华人民共和国第二轻工业部是已撤销的中华人民共和国国务院组成部门。

## 沿革
1965年2月20日，第三屆全國人民代表大會常務委員會第三次會議通過了關於設立第二輕工業部的決議，原輕工業部改名為第一輕工業部。撤銷中央手工業管理總局，改建成立第二輕工業部，同全國手工業合作總社合署辦公。任命徐運北為第二輕工業部部長。1970年4月第一輕工業部、第二輕工業部、紡織工業部合併為輕工業部。

## 历任部长
1. 徐運北